# Daniel Biedermann
Pour les articles homonymes, voir Biedermann.
Daniel Biedermann, né le 24 mars 1993 à Klagenfurt, est un coureur cycliste autrichien.

## Palmarès
- 2011
  - 4e étape du Trofeo Karlsberg
  - 3e du championnat d’Autriche sur route juniors
- 2013
  - 3e du championnat d’Autriche sur route espoirs
- 2014
  - 2e du Poreč Trophy

## Classements mondiaux
| Année           | 2013 | 2014 |
| --------------- | ---- | ---- |
| UCI Asia Tour   | 133e |      |
| UCI Europe Tour |      | 371e |